# بادرنجبویه دماوندی
بادرنجبویه دماوندی (نام علمی: Dracocephalum aucheri) نام یک گونه از سردهٔ بادرنجبویه است.